# Castle Morpeth
Castle Morpeth var ett distrikt i Northumberland i England. Distriktet hade 49 001 invånare år 2001.
Distriktet bildades den 1 april 1974. Det avskaffades 1 april 2009 då alla distrikt i Northumberland ersattes av en enhetskommun (unitary authority).

## Civil parishes
- Belsay, Capheaton, Cresswell, East Chevington, Ellington and Linton, Hartburn, Hebron, Heddon-on-the-Wall, Hepscott, Longhirst, Longhorsley, Lynemouth, Matfen, Meldon, Mitford, Morpeth, Netherwitton, Pegswood, Ponteland, Stamfordham, Stannington, Thirston, Tritlington and West Chevington, Ulgham, Wallington Demesne, Whalton, Widdrington och Widdrington Station and Stobswood.[2]